# Tutu (mitologija)
Tutu (staroegipčansko twtw, slovensko slika, podoba, grško Tithoes) je bil egipčanski bog, ki so ga v poznem obdobju častili preprosti ljudje v celem Egiptu.
Edini znani Tutuju posvečen tempelj se nahaja v starodavnem Kelisu. Tutujevi Reliefi so tudi v drugih templjih, na primer v Kalabši. V templju Šenhur se Tutu naslovlja z  "(on), ki pride k tistemu, ki ga kliče". Drugi njegovi naslovi so bili "Neitin sin", "lev", "velika moč" in "gospodar Sekmetinih demonov in tavajočih Bastetinih demonov". 
Tutujeva podoba je antropomorfna. Sestavljena je iz telesa korakajočega krilatega leva, človeške glave, glav jastrebov in krokodilov, ki štrlijo iz telesa, in kačjega repa. 
Bil je sin boginje Neit, ki je veljala za "nevarno boginjo". Druge boginje s podobnimi latnostmu so bile  Mut, Sekmet, Nekbet in Bastet. To je pomenilo, da je bil Tutu postavljen na položaj oblastnika nad demoni. Njegova naloga je bila ubijati demone, ki so jih pošiljale "nevarne boginje". Enako funkcijo so imeli tudi sinovi omenjenih boginj Maahes, Honsu in Nefertem. 
Tutu je bil prvotno varuh grobnic, kasneje pa je speče varoval pred nevarnostmi in težkimi sanjami. Častili so ga tudi preprosti ljudje in opravljali obrede na prenosnih oltarjih. Med žrtvene darove v obredih proti demonom in slabim sanjam sta spadala gos in kruh. Ljudje so verjeli tudi to, da jim podlajšuje življenje in jih varuje pred podzemnim svetom.